# Iraí de Minas
Pour les articles homonymes, voir Iraí.
Iraí de Minas est une municipalité brésilienne de l'État du Minas Gerais et la microrégion de Patrocínio.